# Tour de France de 1931
O Tour de France 1931, foi a vigésima quinta versão da competição realizada entre os dias 3 de junho e 26 de julho de 1931.
Foi percorrida a distância de 5.091 km, sendo a prova dividida em 24 etapas. O vencedor alcançou uma velocidade média de 28,73 km/h.
Participaram desta competição 81 cilistas, chegaram em Paris 35 ciclistas.

## Resultados

### Classificação geral

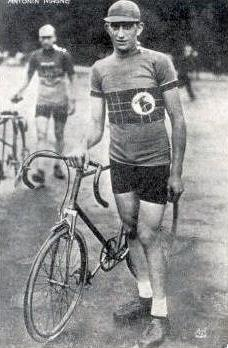
Antonin Magne
ciclista francês (1904-1983)

| Posição | Nome             | País     | Tempo (Velocidade média)   |
| ------- | ---------------- | -------- | -------------------------- |
| 1       | Antonin Magne    | França   | 177h 10' 03" (28.735 km/h) |
| 2       | Jef Demuysere    | Bélgica  | 12' 56"                    |
| 3       | Antonio Pesenti  | Itália   | 22' 51"                    |
| 4       | Gaston Rebry     | Bélgica  | 46' 40"                    |
| 5       | Maurice Dewaele  | Bélgica  | 49' 46"                    |
| 6       | Julien Vervaecke | Bélgica  | 1h 10' 11"                 |
| 7       | Louis Peglion    | França   | 1h 18' 33"                 |
| 8       | Erich Metze      | Alemanha | 1h 20' 59"                 |
| 9       | Albert Buchi     | Suíça    | 1h 29' 29"                 |
| 10      | André Leducq     | França   | 1h 30' 08"                 |

### Etapas
| Etapa | Percurso                            | km  | Vencedor etapa    | Líder na classificação geral |
| 1ª    | Paris-Caen                          | 208 | Alfred Hamerlinck | Alfred Hamerlinck            |
| 2ª    | Caen-Dinan                          | 212 | Max Bulla         | Max Bulla                    |
| 3ª    | Dinan-Brest                         | 206 | Fabio Battesini   | Léon Le Calvez               |
| 4ª    | Brest-Vannes                        | 211 | André Godinat     | Rafaële Di Paco              |
| 5ª    | Vannes-Les Sables d'Olonne          | 202 | Charles Pélissier | Charles Pélissier            |
| 6ª    | Les Sables d'Olonne-Bourdeaux       | 338 | Alfred Hamerlinck | Rafaële Di Paco              |
| 7ª    | Bourdeaux-Baiona                    | 180 | Gérard Loncke     | Rafaële Di Paco              |
| 8ª    | Baiona-Pau                          | 106 | Charles Pélissier | Charles Pélissier            |
| 9ª    | Pau-Luchon                          | 231 | Antonin Magne     | Antonin Magne                |
| 10ª   | Luchon-Perpignan                    | 322 | Rafaële Di Paco   | Antonin Magne                |
| 11ª   | Perpignan-Montpellier               | 164 | Rafaële Di Paco   | Antonin Magne                |
| 12ª   | Montpellier-Marselha                | 207 | Max Bulla         | Antonin Magne                |
| 13ª   | Marselha-Cannes                     | 181 | Charles Pélissier | Antonin Magne                |
| 14ª   | Cannes-Nice                         | 132 | Eugenio Gestri    | Antonin Magne                |
| 15ª   | Nice-Gap                            | 233 | Jef Demuysere     | Antonin Magne                |
| 16ª   | Gap-Grenoble                        | 102 | Charles Pélissier | Antonin Magne                |
| 17ª   | Grenoble-Aix-les-Bains              | 230 | Max Bulla         | Antonin Magne                |
| 18ª   | Aix-les-Bains-Évian-les-Bains       | 204 | Jef Demuysere     | Antonin Magne                |
| 19ª   | Évian-les-Bains-Belfort             | 282 | Rafaële Di Paco   | Antonin Magne                |
| 20ª   | Belfort-Colmar                      | 209 | André Leducq      | Antonin Magne                |
| 21ª   | Colmar-Metz                         | 192 | Rafaële Di Paco   | Antonin Magne                |
| 22ª   | Metz-Charleville-Mézières           | 159 | Rafaële Di Paco   | Antonin Magne                |
| 23ª   | Charleville-Mézières-Malo-les-Bains | 271 | Gaston Rebry      | Antonin Magne                |
| 24ª   | Malo-les-Bains-Paris                | 313 | Charles Pélissier | Antonin Magne                |

CR = Contra-relógio individual
CRE = Contra-relógio por equipes